# Деятельный (сторожевой корабль)
«Деятельный» — советский и российский сторожевой корабль проекта 1135 Черноморского флота.

## Служба
Был заложен 21 июня 1972 года на стапеле Керченского ССЗ «Залив». Спущен на воду 5 апреля 1975 года. Введен в строй 25 декабря 1975 года.
30 июня — 4 июля 1977 года нанес визит в порт Тунис. 25 — 30 июля 1981 года нанес визит в Триполи (Ливия). 11 — 15 августа 1989 года визит в Варну (Болгария). В 1978 и 1988 годах завоевывал призы ГК ВМФ по противолодочной подготовке (в составе корабельной поисково-ударной группы). По состоянию на 1990 год в составе 30-й дивизии надводных кораблей КЧФ.
С 1991 года находился на СРЗ-91 в Севастополе на капитальном ремонте, но 10 июля 1995 года из-за отсутствия финансирования исключен из состава ВМФ и сдан в ОРВИ для разоружения, демонтажа и реализации. 1 октября 1995 года расформирован и 6 апреля 1997 года уведен буксиром «Грядущий» в Турцию для разделки на металл.

## Командиры корабля
- 1975-1978  — капитан 2 ранга Александров Иван Феоктистович[2]

## Память
Украинский журнал «Бумажное Моделирование», выпускаемый издательством «Орел», выпустил сборную модель Сторожевой корабль «Деятельный», для склеивания из бумаги в масштабе 1:200.